# Oxyopes ovatus
Oxyopes ovatus är en spindelart som beskrevs av Biswas et al. 1996. Oxyopes ovatus ingår i släktet Oxyopes och familjen lospindlar. Inga underarter finns listade i Catalogue of Life.